# Chaetium cubanum
Chaetium cubanum är en gräsart som först beskrevs av Charles Wright, och fick sitt nu gällande namn av Albert Spear Hitchcock. Chaetium cubanum ingår i släktet Chaetium och familjen gräs. Inga underarter finns listade i Catalogue of Life.